# Xã Franklin, Quận Carroll, Arkansas
Xã Franklin (tiếng Anh: Franklin Township) là một xã thuộc quận Carroll, tiểu bang Arkansas, Hoa Kỳ. Năm 2010, dân số của xã này là 1.269 người.